# Илюзия на Орбисън
Илюзията на Орбисън е оптична илюзия, която е описана за първи път от психолога Уилям Орбисън през 1939 г. Ограденият правоъгълник и вътрешният квадрат се виждат като изкривени при наличието на радиални линии. Фонът ни създава впечатление, че има някакъв вид перспектива. В резултат на това нашият мозък вижда формата изкривена. Илюзията на Орбисън е вариант на илюзиите на Херинг и Вундт.